# Egli camminava nella notte
Egli camminava nella notte (He Walked by Night) è un film del 1948 diretto da Alfred L. Werker.
È un thriller poliziesco a sfondo noir statunitense con Richard Basehart, Scott Brady, Roy Roberts, Whit Bissell, James Cardwell e Jack Webb. È basato sulle gesta di Erwin Walker, soprannominato "Machine Gun", ex veterano della seconda guerra mondiale ed ex dipendente del Dipartimento di polizia di Los Angeles che si rese protagonista di diversi atti criminali tra il 1945 e il 1946.

## Trama
L’uccisione, quasi fortuita, di un agente, che, in seguito ad un banale controllo, rischiava di mandare a monte l’estrema segretezza nella quale Roy, l’assassino, usava tenere la propria attività, mette in moto l’intero corpo di polizia della città di Los Angeles, sulle tracce di un omicida del quale inizialmente non si riesce ad avere alcuna informazione.
Roy, ex tecnico radiofonico appassionato ed esperto della propria disciplina, apportava geniali modifiche a svariati apparecchi, di provenienza non sempre lecita, che poi rivendeva a ditte del settore; ma non disdegnava di dedicarsi anche ad altre attività criminose, allo scopo di depistare le indagini, anche avvalendosi dell’estesissimo sistema di condotti sotterranei della megalopoli californiana, nel quale trovare rifugio quando inseguito o da sfruttare come nascondigli per armi.
Solo grazie ad un meticoloso ed ostinato lavoro i colleghi del poliziotto assassinato riusciranno a restringere il campo dell’investigazione e, alla fine, a mettere le mani sul malvivente.

## Produzione
Il film, diretto da Alfred L. Werker su una sceneggiatura di Crane Wilbur, John C. Higgins e, per alcuni dialoghi addizionali, di Harry Essex e un soggetto di Crane Wilbur, fu prodotto da Bryan Foy e Robert Kane tramite la Bryan Foy Productions e girato in California da fine aprile a fine maggio 1948.

## Distribuzione
Il film fu distribuito con il titolo He Walked by Night negli Stati Uniti nel dicembre 1948 al cinema dalla Eagle-Lion Films.
Altre distribuzioni:
- in Svezia il 9 agosto 1949 (Nattmänniskan)
- in Australia il 1º dicembre 1949
- in Austria il 9 gennaio 1950 (Schritte in der Nacht)
- in Germania Ovest il 24 febbraio 1950 (Schritte in der Nacht)
- in Finlandia il 17 marzo 1950 (Hän kulkee öisin)
- in Francia il 5 maggio 1950 (Il marchait la nuit)
- in Portogallo il 9 gennaio 1951 (O Foragido)
- in Danimarca l'11 gennaio 1951 (Under storbyens gader)
- in Giappone il 3 aprile 1952
- in Brasile (Demônio da Noite)
- in Brasile (O Demônio da Noite)
- in Spagna (Orden: Caza sin cuartel)
- in Grecia (O dolofonos tis nyhtas)
- in Ungheria (Éjszakai vándor)
- in Italia (Egli camminava nella notte)
- in Norvegia (Han kom om natten)
- in Jugoslavia (Setao je nocu)

## Critica
Secondo il Morandini il film è "quasi all'altezza di La città nuda" e risulta essere un "poliziesco incline al noir, girato in modi semidocumentaristici".

## Promozione
Le tagline sono:
- Savage!... Searing!... True!
- From the Homicide Files of the Los Angeles Police.